# 名古屋市立桜小学校
名古屋市立桜小学校（なごやしりつ さくらしょうがっこう）は、愛知県名古屋市南区桜台二丁目にある公立小学校。

## 歴史

### 沿革
- 1939年（昭和14年）12月20日 - 呼続小学校より分離独立し、桜尋常小学校として開校[1]。
- 1941年（昭和16年）4月1日 - 名古屋市桜国民学校と改称[1]。
- 1947年（昭和22年）4月1日 - 名古屋市立桜小学校となる[1]。
- 1957年（昭和32年） - 分校が設置される[2]。
- 1958年（昭和33年）11月15日 - 分校が菊住小学校として分離独立する[2]。
- 1970年（昭和45年）4月1日 - 分校が設置される[2]。
- 1972年（昭和47年）4月1日 - 分校が名古屋市立春日野小学校として分離独立する[2]。

### 児童数の変遷
『愛知県小中学校誌』（1998年）によると、児童数の変遷は以下の通りである。
| 1947年（昭和22年） | 1,488人 |  |
| 1957年（昭和32年） | 2,657人 |  |
| 1967年（昭和42年） | 1,582人 |  |
| 1977年（昭和52年） | 846人   |  |
| 1987年（昭和62年） | 559人   |  |
| 1997年（平成9年）  | 348人   |  |

## 通学区域
所管する名古屋市教育委員会は、2019年（令和元年）9月1日現在、南区桜台一丁目・桜台二丁目・鶴田二丁目・中江一丁目・中江二丁目の各全域および、大堀町・鶴田一丁目・寺崎町・鳥栖一丁目・鳥栖二丁目の各一部を通学区域として指定している。
また、卒業後の進学先は名古屋市立桜田中学校となっている。

## アクセス
- 名古屋市営地下鉄桜通線鶴里駅1番出口より徒歩300メートル[6]
- 名鉄名古屋本線桜駅より徒歩800メートル[6]
- 名古屋市営バス「東浦通」停留所より徒歩300メートル[6]